# محمد طارق بلعريبي
محمد طارق بلعريبي وزير السكن والعمران والمدينة في حكومة الوزير الأول أيمن بن عبد الرحمان الذي عيّنهُ رئيس الجمهورية عبد المجيد تبون في 30 يونيو, منذ 21 فبراير 2021 بالجزائر وكان قد  شغل منصب المدير العام للوكالة الوطنية لتحسين السكن وتطويره.

## وصلات خارجية
- الموقع الرسمي لوزارة وزارة السكن والعمران